# Rio Cerna (Danúbio)
O Rio Cerna é um rio da Romênia, afluente do Rio Danúbio, localizado no distrito de Hunedoara.